# The Legend (box set)
The Legend je box set Johnnyja Casha, objavljen 2005. u izdanju Columbia Recordsa i Legacy Recpordingsa. To je jedan od multi-disk setova s pjesmama iz čitave Cashove karijere, od 1955. do 2003. Na četiri CD-a je pokrivena većina Cashovih najvećih hitova, uz veliki broj tradicionalnih skladbi koje je Cash snimao u vlastitim verzijama; te nekoliko suradnji s drugim glazbenicima, uključujući Rosanne Cash, U2 i Boba Dylana. U spomen na Casha kao Čovjeka u crnom, omoti svih diskova su crni.

## Disk 1 -Win, Place and Show: The Hits
Prvi disk uključuje Cashove najveće hitove, uključujući "I Walk the Line", "Home of the Blues" i "Ring of Fire". CD pokriva njegove prve glazbene hitove kao i neke poznatije materijale iz sedamdesetih i osamdesetih.

### Popis pjesama
1. "I Walk the Line" – 2:45
2. "There You Go" – 2:17
3. "Home of the Blues" – 2:40
4. "Ballad of a Teenage Queen" – 2:12
5. "Guess Things Happen That Way" – 1:50
6. "The Ways of a Woman in Love" – 2:16
7. "Don't Take Your Guns to Town" – 3:03
8. "Ring of Fire" – 2:37
9. "The Matador" – 2:46
10. "Understand Your Man" – 2:43
11. "The Ballad of Ira Hayes" – 4:09
12. "Orange Blossom Special" – 3:07
13. "The One on the Right is on the Left" – 2:48
14. "Rosanna's Going Wild" – 1:59
15. "Folsom Prison Blues" – 2:45
16. "Daddy Sang Bass" – 2:21
17. "A Boy Named Sue" – 3:46
18. "What is Truth" – 2:38
19. "Sunday Mornin' Comin' Down" – 4:07
20. "Flesh and Blood" – 2:37
21. "Man in Black" – 2:52
22. "A Thing Called Love" – 2:33
23. "Kate" – 2:17
24. "Oney" – 3:05
25. "Any Old Wind That Blows" – 2:46
26. "One Piece at a Time" – 4:01
27. "(Ghost) Riders in the Sky" – 3:46

## Disk 2 -Old Favorites and New
Drugi disk je sastavljen u sličnom stilu kao prvi, uz neke Cashove rane hitove kao što su "Hey Porter" i "Cry, Cry, Cry", prvi Cashov singl objavljen za Sun Records. Sadrži i nekoliko prethodno neobjavljenih pjesama, izbor iz njegova kasnijeg rada i nekoliko pjesama s njegova slavnog albuma At Folsom Prison.

### Popis pjesama
1. "Hey Porter" – 2:14
2. "Cry Cry Cry" – 2:25
3. "Luther Played the Boogie" – 2:03
4. "Get Rhythm" – 2:14
5. "Give My Love to Rose" – 2:45
6. "I Was There When It Happened" – 2:16
7. "Big River" – 2:32
8. "I Still Miss Someone" – 2:36
9. "Pickin' Time" – 1:58
10. "The Man on the Hill" – 2:09
11. "Five Feet High and Rising" – 1:47
12. "Tennessee Flat Top Box" – 2:59
13. "I Got Stripes" – 2:04
14. "Troublesome Waters" – 3:51
15. "The Long Black Veil" – 3:07
16. "Dark as a Dungeon" – 2:28
17. "The Wall" – 2:12
18. "25 Minutes to Go" – 3:12
19. "Cocaine Blues" – 2:51
20. "Doin' My Time" – 4:13
21. "I Will Rock and Roll with You" – 2:51
22. "Without Love" – 2:30
23. "The Big Light" – 2:41
24. "Highway Patrolman" – 5:21
25. "I'm Never Gonna Roam Again" – 2:34
26. "When I'm Gray" – 3:33
27. "Forever Young" – 6:16

## Disk 3 -The Great American Songbook
Treći disk uglavnom je sastavljen od tradicionalnih američkih skladbi koje su snimili stotine drugih glazbenika, kao što su "Streets of Laredo" i "Wreck of the Old 97".

### Popis pjesama
1. "The Wreck of the Old 97" – 1:47
2. "Rock Island Line" – 2:11
3. "Goodnight Irene" – 2:40
4. "Goodbye, Little Darlin'" – 2:15
5. "Born to Lose" – 2:10
6. "Walking the Blues" – 2:13
7. "Frankie's Man, Johnny" – 2:17
8. "Delia's Gone" – 3:02 (uz promijenjene stihove)
9. "In the Jailhouse Now" – 2:23
10. "Waiting for a Train" – 2:07
11. "Casey Jones" – 3:02
12. "The Legend of John Henry's Hammer" – 8:26
13. "I've Been Working on the Railroad" – 3:26
14. "Sweet Betsy from Pike" – 3:18
15. "The Streets of Laredo" – 3:40
16. "Bury Me Not on the Lone Prairie" – 2:28
17. "Down in the Valley" – 3:11
18. "Wabash Cannonball" – 2:40
19. "The Great Speckle Bird" – 2:08
20. "Wildwood Flower" – 2:12
21. "Cotton Fields" – 2:34
22. "Pick a Bale o'Cotton" – 1:58
23. "Old Shep" – 2:23
24. "I'll Be All Smiles Tonight" – 2:48
25. "I'm So Lonesome I Could Cry" – 2:39
26. "Time Changes Everything" – 1:48

## Disk 4 -Family and Friends
Kako i sam naslov sugerira, četvrti disk uključuje suradnje s članovima Cashove obitelji i drugim slavnim country glazbenicima.

### Popis pjesama
1. "Keep on the Sunny Side" (s Carter Family)– 2:16
2. "Diamonds in the Rough" (s Maybelle Carter)– 3:10
3. "(There'll Be) Peace in the Valley" (Carter Family) – 2:48
4. "Were You There (When They Crucified My Lord)" (Carter Family) – 3:56
5. "Another Man Done Gone" (s Anitom Carter) – 2:36
6. "Pick the Wildwood Flower" (s Maybelle Carter) – 2:59
7. "Jackson" (s June Carter) – 2:46
8. "If I Were a Carpenter" (s June Carter) – 3:00
9. "Girl from the North Country" (s Bobom Dylanom) – 3:42
10. "One More Ride" (s Martyjem Stuartom) – 3:27
11. "You Can't Beat Jesus Christ" (s Billyjem Joeom Shaverom) – 3:39
12. "There Ain't No Good Chain Gang" (s Waylonom Jenningsom) – 3:17
13. "We Oughta Be Ashamed" (s Elvisom Costellom) – 2:45
14. "Crazy Old Soldier" (s Rayom Charlesom) – 3:34
15. "Silver Haired Daddy of Mine" (s Tommyjem Cashom) – 2:48
16. "Who's Gene Autry?" (s Johnom Carterom Cashom) – 3:51
17. "The Night Hank Williams Came to Town" (s Waylonom Jenningsom) – 3:24
18. "I Walk the Line" (Revisited) (s Rodneyjem Crowellom) – 3:51
19. "Highwayman" (s The Highwaymen – 3:03
20. "The Wanderer" (s U2)– 4:43
21. "September When It Comes" (s Rosanne Cash) – 3:39
22. "Tears in the Holston River" (s The Nitty Gritty Dirt Bandom) – 3:41
23. "Far Side Banks of Jordan" (s June Carter) – 2:42
24. "It Takes One to Know Me" (s June Carter) – 3:36

## Limitirano izdanje
Limitirano izdanje box seta objavljeno je s bonus CD-om radijskog nastupa iz 1955., i bonus DVD-om specijala CBS-a snimljenog 12. ožujka 1980.

## Izvođači
- Johnny Cash - vokali, akustična gitara, producent, aranžer, adaptacija
- Cindy Cash, June Carter Cash, Rosanne Cash, Anita Carter, Ray Charles, Kris Kristofferson - vokali
- Carlene Carter - vokali, prateći vokali
- Elvis Costello, Bob Dylan, Billy Joe Shaver - vokali, akustična gitara
- Willie Nelson - vokali, gitara
- Waylon Jennings - vokali, gitara, producent
- Maybelle Carter - vokali, autoharfa, akustična gitara
- Rodney Crowell - vokali, akustična gitara, električna gitara, producent
- Bill Abbott, Hoyt Axton, Barbara Bennett, Ed Bruce, Sara Bruce, The Carter Family, Don Carter, Tommy Cash, Laura Cash, Donivan Cowart, The Confederates, The Evangel Temple Choir, Lee Holt, Jan Howard, The Jordanaires, Lynn Langham, The Gene Lowery Singers, Cyd Mosteller, Louis Dean Nunley, Judy Rodman, Nita Smith, Wendy Suits, Hershel Wigginton, Asa Wilkerson, Malcolm Yelvington - prateći vokali
- John Carter Cash - prateći vokali, akustična gitara, producent, izvršni producent
- Luther Perkins - prateći vokali, akustična gitara, električna gitara
- Marshall Grant - prateći vokali, bas
- The Edge - prateći vokali, sintesajzer, producent
- Bob Carter - harmonično vokali, harmonika
- Jeff Hanna - harmonični vokali, steel gitara
- Jimmy Ibbotson - harmonični vokali, mandolina
- James Burton, Helen Carter, J.R. Cobb, Ray Edenton, Jerry Hensley, Red Lane, Roy Nichols, Jerry Shook, Pete Wade, Doc Watson, Merle Watson, Johnny Western - gitara
- Billy Sanford - gitara, akustična gitara
- Randy Scruggs - gitara, akustična gitara, producent
- Norman Blake - gitara, dobro
- Tim Goodman - gitara, bendžo
- Bob Johnson - gitara, bendžo, lutnja, mandočelo
- Jack Clement - gitara, ritam gitara, producent
- Marty Stuart - gitara, mandolina, producent
- Brian Ahern - gitara, tamburin, producent
- Chips Moman, Jack Routh - gitara, producent
- Pete Drake, Don Helms, Ralph Mooney - steel gitara
- Dale Sellers - akustična gitara
- Martin Belmont, Pete Bordonali, Carl Perkins, Jerry Reed, Billy Lee Riley, Stewart Smith, Bob Wootton, Reggie Young - električna gitara
- Dave Edmunds - električna gitara, producent
- Robby Turner - dobro, steel gitara
- David Mansfield - mandočelo
- John McEuen - mandolina
- Gordon Terry - gusle
- Hal Blaine, Ritchie Albright, Gene Chrisman, Owen Hale, Buddy Harman, W.S. Holland, Greg Morrow, Pete Thomas, J.M. Van Eaton - bubnjevi
- Kenny Malone, Shawn Pelton - perkusije, bubnjevi
- Farrell Morris, Richard Morris - perkusije
- Chuck Turner - perkusije, tehničar
- Joe "Public" Allen, Floyd Chance, T. Michael Coleman, Roy Goin, Byron House, Mike Leech, Nick Lowe, Gary Lunn, Gordon Payne, Michael Rhodes, Jerry Sheff, Henry Strzelecki, Jimmy Tittle - bas
- John Leventhal - bas, gitara, klavijature, producent
- Chuck Cochran, Floyd Cramer, Marvin Hughes, Larry McCoy, Bill Pursell, Clifford Robertson, Jimmy Smith, Jimmy Wilson - klavir
- Clayton Ivey - klavir, orgulje
- Earl Ball - klavir, producent
- Benmont Tench - električni klavir
- Paul Davis, Bobby Emmons, Glen D. Hardin, Hargus "Pig" Robbins, Bobby Wood - klavijature
- Larry Butler - klavijature, producent
- Joe Babcock, Bobby Thompson - bendžo
- Jimmie Fadden - harmonika
- Larry Farrell - trombon
- Karl Garvin, Bill McElhiney - truba
- Jack Hale, Bob Lewin - truba, rog, francuski rog
- Jay Patten - rog
- Rufus Long - flauta
- Charlie McCoy, Danny Petraitis - harmonika
- Terry McMillan - harmonika, perkusije
- Shane Keister - sintesajzer
- Brian Eno - sintesajzer, producent

### Tehničko osoblje
- Charlie Bragg, Don Davis, Bob Johnston, Frank Jones, Don Law, Sam Phillips, Billy Sherrill - producenti
- Flood - producent, loopovi
- Gregg Geller - producent, bilješke s omota, kompilacija
- Lou Robin - izvršni producent
- J.J. Blair - tehničar
- Vic Anesini - mastering
- Ian Cuttler - umjetničko rješenje, dizajn
- David Santana - grafički dizajn
- Martin Burckhardt - ilustracije
- Sabeen Ahmad, Elizabeth Reilly - foto istraživanje
- Steven Berkowitz - A&R
- Stacey Boyle - A&R
- Patti Matheny - A&R
- Mark "Speedy" Gonzalez, Mark Petaccia - produkcijski producenti
- John R. "Ricky" Jackson - režija projekta
- John A. Lomax - adaptacija, kolekcija
- Patrick Carr - bilješke s omota